# L'anello di Re Salomone
L'anello di Re Salomone è un libro scritto dall'etologo austriaco Konrad Lorenz.

## Storia editoriale
La scelta del titolo richiama la leggenda secondo la quale Re Salomone aveva un anello che gli permetteva di parlare con gli animali e capirne il linguaggio. Il libro tratta appunto del linguaggio degli animali e di come comunichino attraverso il loro comportamento. È stata la prima opera a renderlo noto tra gli scienziati e il grande pubblico.
Lo stile divulgativo, ricco di commenti e considerazioni personali, ha garantito il successo dell'opera tra il pubblico generale. Per lo stesso motivo taluni biologi lo accusarono di essere troppo antropomorfista. Infatti Lorenz trova spesso analogie tra il comportamento animale e quello umano, riconducendoli a una radice atavica comune. Riferendosi agli animali di cui tratta, preferisce usare termini come fidanzarsi piuttosto che accoppiarsi; tuttavia già dalla premessa del libro chiarisce di non voler conferire agli animali caratteristiche che non hanno e dichiara:
Il libro è ricco di esperimenti comportamentali che l'autore condusse durante tutti i suoi studi su uccelli (in particolare taccole e oche selvatiche), mammiferi e pesci, descrivendone i procedimenti con notevole meticolosità e precisione, tanto da far riconsiderare la sua "poca obiettività" e farlo riconoscere dal mondo scientifico odierno come il padre dell'etologia.

## Capitoli
I capitoli del libro:
1. Quando gli animali combinano guai
2. Una cosa che non fa danni: l'acquario
3. Due predatori nell'acquario
4. Sangue di pesce
5. Le mie perenni compagne
6. L'anello di Re Salomone
7. L'ochetta Martina
8. Non comprate fringuelli!
9. Pietà per gli animali
10. Armi e morale
11. La fedeltà non è un miraggio
12. Quando gli animali ci fanno ridere
13. Costumi dei cani
14. Consigli per la scelta di un cane
15. Gatto falso, cane bugiardo
16. Pace domestica
17. L'animale con la coscienza
18. Canicola

## Edizioni
- Konrad Lorenz, L'anello di Re Salomone, traduzione di Laura Schwarz, Biblioteca Adelphi, Adelphi, 1969, ISBN 88-459-0687-6.
- Konrad Lorenz, Er redete mit dem Vieh, den Vögeln und den Fischen, primo editore:  Borotha-Schoeler Verlag 1949